# Ocotillo
Ocotillo är en ort i Mexiko.   Den ligger i kommunen Copanatoyac och delstaten Guerrero, i den sydöstra delen av landet, 230 km söder om huvudstaden Mexico City. Ocotillo ligger 1 788 meter över havet och antalet invånare är 121.
Terrängen runt Ocotillo är huvudsakligen kuperad, men åt sydväst är den bergig. Terrängen runt Ocotillo sluttar norrut. Runt Ocotillo är det ganska glesbefolkat, med 32 invånare per kvadratkilometer. Närmaste större samhälle är Tlapa de Comonfort, 17,7 km nordost om Ocotillo. I omgivningarna runt Ocotillo växer huvudsakligen savannskog.